# Тэ, Флавьен
Флавьен Тэ (фр. Flavien Tait; 2 февраля 1993, Лонжюмо, Франция) — французский футболист, полузащитник клуба «Самсунспор».

## Карьера
Флавьен Тэ родился в Лонжюмо, недалеко от Парижа. Он начал заниматься футболом когда ему было 5, в клубе города Фонтенэ-ле-Флери. Несмотря на то что он вырос в парижском регионе, он переехал на юг Франции когда ему было 14, чтобы продолжить свою карьеру. После двух лет в «Родезе», его заметил клуб «Шатору» и привлёк в свою команду, играющую во втором дивизионе чемпионата Франции. После того как «Шатору» спустилось в третий дивизион, игрок был замечен командой «Анже», которая в этот момент вышла в первый дивизион.
В первое время тренер «Анже» Стефан Мулен давал Флавьену мало игровой практики, но постепенно игрок начал появиться чаще и чаще в составе команды и стал необходимым в тактике тренера. Зимой 2018 года он получал предложения из клубов «Лион» и «Бордо», но решил продолжить с Анже до конца сезона. Президент Анже, Саид Шабань тогда объявил что Тэ получит право уйти в конце сезона. Клубы Бундеслиги тоже показали интерес к игроку.

## Статистика
| Клуб              | Сезон             | Национальный чемпионат | Национальный чемпионат | Национальный чемпионат | Национальные кубки | Национальные кубки | Еврокубки | Еврокубки | Всего | Всего |
| Клуб              | Сезон             | Лига                   | Игры                   | Голы                   | Игры               | Голы               | Игры      | Голы      | Игры  | Голы  |
| ----------------- | ----------------- | ---------------------- | ---------------------- | ---------------------- | ------------------ | ------------------ | --------- | --------- | ----- | ----- |
| Шатору            | 2011/12           | Лига 2                 | 0                      | 0                      | 0                  | 0                  | 0         | 0         | 0     | 0     |
| Шатору            | 2012/13           | Лига 2                 | 1                      | 0                      | 0                  | 0                  | 0         | 0         | 1     | 0     |
| Шатору            | 2013/14           | Лига 2                 | 25                     | 4                      | 1                  | 0                  | 0         | 0         | 26    | 4     |
| Шатору            | 2014/15           | Лига 2                 | 19                     | 1                      | 2                  | 0                  | 0         | 0         | 21    | 1     |
| Шатору            | 2015/16           | Лига 3                 | 31                     | 4                      | 1                  | 0                  | 0         | 0         | 32    | 4     |
| Всего за «Шатору» | Всего за «Шатору» | Всего за «Шатору»      | 76                     | 9                      | 4                  | 0                  | 0         | 0         | 80    | 9     |
| Анже              | 2016/17           | Лига 1                 | 11                     | 2                      | 5                  | 0                  | 0         | 0         | 16    | 2     |
| Анже              | 2017/18           | Лига 1                 | 31                     | 4                      | 3                  | 0                  | 0         | 0         | 34    | 4     |
| Анже              | 2018/19           | Лига 1                 | 24                     | 2                      | 0                  | 0                  | 0         | 0         | 24    | 2     |
| Всего за «Анже»   | Всего за «Анже»   | Всего за «Анже»        | 66                     | 8                      | 8                  | 0                  | 0         | 0         | 74    | 8     |
| Всего за карьеру  | Всего за карьеру  | Всего за карьеру       | 142                    | 17                     | 12                 | 0                  | 0         | 0         | 156   | 17    |